# Francis W. Sargent
Francis William Sargent (29 juillet 1915 - 21 octobre 1998) est un homme politique américain, gouverneur du Massachusetts du 22 janvier 1969 au 2 janvier 1975.